# Albertslund Station
Albertslund Station er en S-tog-station i Albertslund vest for København. Stationen ligger i den centrale del af Albertslund og er en integreret del af det udendørs indkøbscenter Albertslund Centrum.
Albertslund station ligger på S-togslinjen Høje Taastrup-banen, der forbinder Københavns centrum med byens vestlige forstæder. Stationen betjener Albertslunds kerne, en byforstad bygget praktisk talt fra bunden i 60'erne og 70'erne, samt den nordlige del af Vallensbæk Kommune, hvis kommunegrænse løber få hundrede meter fra stationen. De store boligområder i den nordlige ende af Albertslund Kommune bliver dækket af lokalbusser, der kører fra Albertslund og Glostrup Station.

## Historie
Den nuværende Albertslund Station åbnede den 26. maj 1963, da S-togslinjen, der løber parallelt med hovedbanen Vestbanen gennem Københavns vestlige forstæder, blev forlænget fra Glostrup Station til Taastrup Station.

## Galleri
- Linje B til Høje Taastrup.
- Udsmykning på perronen.
- Perrontag med ovenlys.
- Indenfor i stationsbygningen.
- Busterminal nord for stationen.
- Indgang fra syd fra Stationstorvet.

## Antal rejsende
Ifølge Østtællingen var udviklingen i antallet af dagligt afrejsende med S-tog:
| År   | Antal | År   | Antal | År   | Antal | År   | Antal |
| ---- | ----- | ---- | ----- | ---- | ----- | ---- | ----- |
| 1957 | -     | 1974 | 6.025 | 1991 | 6.776 | 2001 | 5.759 |
| 1960 | -     | 1975 | 5.858 | 1992 | 6.458 | 2002 | 5.460 |
| 1962 | -     | 1977 | 5.655 | 1993 | 6.346 | 2003 | 5.383 |
| 1964 | -     | 1979 | 6.926 | 1995 | 6.366 | 2004 | 5.342 |
| 1966 | -     | 1981 | 7.406 | 1996 | 6.151 | 2005 | 5.164 |
| 1968 | 3.371 | 1984 | 7.077 | 1997 | 6.299 | 2006 | 5.174 |
| 1970 | 4.424 | 1987 | 6.669 | 1998 | 6.318 | 2007 | 5.329 |
| 1972 | 5.970 | 1990 | 7.090 | 2000 | 6.147 | 2008 | 5.918 |